# Michael Patrick Jann
Michael Patrick Jann (Albany, 15 maggio 1970) è un regista televisivo e comico statunitense, membro del gruppo comico The State.

## Biografia
All'Università di New York, Jann ha conosciuto e si è unito al neonato gruppo comico The New Group, presto diventato The State, di cui fanno parte Michael Ian Black, Robert Ben Garant, Kerri Kenney-Silver, Thomas Lennon, Joe Lo Truglio, Ken Marino, Michael Showalter e David Wain. Dopo l'università, il gruppo ha continuato ad esibirsi, fino ad ottenere nel 1993 un proprio programma di sketch su MTV, The State, con cui Jann esordirà alla regia, dirigendone assieme a David Wain gli episodi.
Nel 1999, Jann ha diretto il suo unico lungometraggio per il cinema, la commedia nera Bella da morire, un flop commerciale all'epoca della sua uscita, ma diventato col tempo un film di culto. Si è poi spostato in televisione dirigendo numerosi episodi della serie di Comedy Central Reno 911! (2003-2009), creata da diversi membri dei The State; ha sceneggiato assieme ai sodali di The State Lennon e Ben Garant la commedia Let's Go to Prison - Un principiante in prigione (2006) di Bob Odenkirk.
A partire dalla fine degli anni duemila, Jann ha intensificato la propria attività registica in televisione al di fuori delle collaborazioni coi The State, dirigendo episodi di serie come Community, The Goldbergs, Atypical, The Good Doctor e Dirk Gently - Agenzia di investigazione olistica.

## Filmografia

### Regista

#### Cinema
- Bella da morire (Drop Dead Gorgeous) (1999)

#### Televisione
- The State – serie TV, 27 episodi (1993-1995)
- Reno 911! – serie TV, 42 episodi (2003-2007)
- Notes from the Underbelly – serie TV, episodio 1x04 (2007)
- Flight of the Conchords – serie TV, episodio 1x11 (2007)
- Little Britain USA  – serie TV, 6 episodi (2008)
- Reaper - In missione per il Diavolo (Reaper) – serie TV, episodio 2x07 (2009)
- Amici di letto (Friends with Benefits) – serie TV, episodio 1x02 (2011)
- Childrens Hospital – serie TV, 6 episodi (2011-2012)
- The Wedding Band – serie TV, episodio 1x12 (2012)
- Happy Endings – serie TV, episodio 2x12-3x07 (2012)
- Suburgatory – serie TV, episodio 2x12 (2013)
- Community – serie TV, episodio 4x03 (2013)
- Ben and Kate – serie TV, episodio 1x15 (2013)
- Ricomincio... dai miei (How to Live with Your Parents (For the Rest of Your Life)) – serie TV, episodi 1x06-1x11 (2013)
- The Michael J. Fox Show – serie TV, episodio 1x05 (2013)
- The Crazy Ones – serie TV, episodio 1x04 (2013)
- The Goldbergs – serie TV, episodi 1x07-1x13-1x20 (2013-2014)
- Back in the Game – serie TV, episodio 1x12 (2014)
- Growing Up Fisher – serie TV, episodi 1x03-1x04 (2014)
- A to Z – serie TV, 5 episodi (2014-2015)
- The Last Man on Earth – serie TV, episodio 1x06 (2015)
- Kevin from Work – serie TV, episodio 1x16 (2015)
- Superstore – serie TV, episodio 1x02 (2015)
- Angie Tribeca – serie TV, episodi 1x02-1x04 (2016)
- Crazy Ex-Girlfriend – serie TV, episodi 1x13-2x11 (2016-2017)
- Dirk Gently - Agenzia di investigazione olistica (Dirk Gently's Holistic Detective Agency) – serie TV, 4 episodi (2016-2017)
- Flaked – serie TV, episodi 2x01-2x02 (2017)
- Atypical – serie TV, 5 episodi (2017)
- Ghosted – serie TV, episodio 1x07 (2017)
- The Good Doctor – serie TV, episodi 1x06-1x10-2x08 (2017-2018)
- Kevin (Probably) Saves the World – serie TV, episodio 1x14 (2018)
- Alex, Inc. – serie TV, episodio 1x05 (2018)
- Wayne – serie TV, episodi 1x08-1x09 (2019)
- Daybreak – serie TV, 4 episodi (2019)

### Attore
- The State – serie TV, 27 episodi (1993-1995)
- Reno 911! – serie TV, episodio 1x09 (2003)
- Reno 911!: Miami, regia di Robert Ben Garant (2007)

### Sceneggiatore
- The State – serie TV, 27 episodi (1993-1995)
- Let's Go to Prison - Un principiante in prigione (Let's Go to Prison), regia di Bob Odenkirk (2006)

### Produttore esecutivo
- A to Z – serie TV, 12 episodi (2014-2015)